# José Luis Gómez Gómez
José Luis Gómez Gómez, (Brión (La Coruña), 1958) es un periodista, escritor y editor español. Fundó en 2013 el periódico diario global Mundiario del que es director y socio mayoritario.

## Trayectoria
Gómez es periodista y trabajó como redactor, jefe de sección y director del diario La Voz de Galicia entre 1982 y 1999. En 1998 y 1999 fue director editorial del grupo Corporación Voz de Galicia, que integraba en ese momento cuatro periódicos y la cadena Radio Voz. Además fue consejero en La Voz de Galicia y otras publicaciones como La Voz de Baleares, Atlas Galicia y Xornal Galinet.
Colaboró en las revistas Gallegos y Marie Claire, así como en diversos diarios españoles. Fue comentarista en la televisión y radio gallegas. Dirigió la revista Forum, de la Fundación Euroamérica, y fue director de Coordinación de Publicaciones y de Comunicación de Grupo Zeta, entre 1999 y 2003. Entre 2005 y 2008 fue director de la revista Capital. Desde 2008 dirigió el Xornal de Galicia, como fundador del diario de papel y digital. 
Trabajó como redactor y jefe de área en El Correo Gallego, del anuario La Voz de Galicia y corresponsal en Galicia de la agencia Colpisa y de otros medios. Fue tertuliano de Telecinco, durante más de diez años participó en el programa La Mirada Crítica, y columnista en varios diarios como La Voz de Galicia, Deia, Diario de León, Diario 16 y El País.
Gómez es autor de varios libros y de publicaciones en colaboración con otros autores. Coordinó el primer manual básico de economía en Gallego, obra realizada por profesores de Económicas y Derecho de las tres universidades de Galicia. Escribió en 2005 el libro A vueltas con España, en 1983 el de título Galicia ante la CEE, en 1994 José Luis Méndez/La fuerza del líder publicado en Serie Nova en La Coruña. También ha colaborado con otros autores como en la publicación Estrategias para España de 2007, la de 1992 Las 500 primeras empresas de Galicia de la editorial Biblioteca Gallega de La Coruña, Estrategias para Galicia publicada en 1994, Economía de las Comunidades Autónomas de 1985 y Galicia, Raíz y Horizonte de 1987.
En el ámbito académico, dirigió un curso de la Universidad Internacional Menéndez Pelayo en 1998 sobre el sector de la comunicación. Fue profesor del Máster en Periodismo de la Universidad de La Coruña. Ha participado como conferenciante y moderador de debates en diversos organismos e instituciones. Es miembro de la Comisión Técnica de Comunicación Creativa del Consejo de la Cultura Gallega, del Colegio profesional de periodistas de Galicia, de la asociación de la prensa de La Coruña, y de la asociación de periodistas europeos. Su trabajo ha sido reconocido entre otros con el premio Galicia de periodismo en información económica en 1988 y el premio Galicia de comunicación en 1995.
Como editor dirige Mundiario desde 2013, año en el que creó este periódico con la colaboración de periodistas y corresponsales en varios países.

## Mundiario
Como editor y periodista Gómez fundó en 2013 el diario global Mundiario del que es editor. Dirige Mundiario con un equipo formado por Antonio Sangiao, Judith Muñoz y José Luis Martín Palacín como adjuntos e Ibed Méndez en la coordinación. Además de otros colaboradores en países de Asia, América, Europa, África y Oceanía, Ibed Méndez y Rodrigo Chillitupa Tantas son responsables en las áreas de política y economía, Valeria Rivera, Esther Farías y Nelsymar Ulrich en el área de sociedad y Alejandro Guimaraens, Carlos Castellanos y Gabriel Inojosa en la sección de deportes. Mundiario tiene dos ediciones, la edición América y la Edición Galicia.

### Claves de China
Desde 2020 se creó la sección Claves de China incorporando artículos del experto en China Marcelo Muñóz Álvarez, miembro de la junta directiva y director emérito de Cátedra China. José Luis Martín Palacín es el coordinador de la sección Claves de China y escribe artículos como el de 2021 McArthur resucita en Taiwan. A partir de febrero de 2021 se publica diariamente esta sección sobre China, lo que supone ser el primer diario español con esta aportación periodística.

## Obras seleccionadas
- 1992 Las 500 primeras empresas de Galicia, Editorial: Biblioteca Gallega, ISBN: 84-88254-06-7[9][10]
- 1994 José Luis Méndez ;la fuerza del líder, Editorial: La Voz de Galicia, ISBN: 84-88254-38-5[11][12]
- 2005 A vueltas con España, Editorial: temas de hoy.[13]
- 2013 Cómo salir de esta: España toca fondo: ¿llega la reactivación?, Editorial: Actualia, ISBN: 978-84-940563-4-5[14][15]

## Reconocimientos
- 1988 Premio Galicia de Periodismo en Información Económica
- 1995 Premio Galicia de Comunicación[2]